# Agrilus duncani
Agrilus duncani är en skalbaggsart som beskrevs av Knull 1929. Agrilus duncani ingår i släktet Agrilus och familjen praktbaggar. Inga underarter finns listade i Catalogue of Life.